# Don Pullen
Don Pullen (Roanoke, Virginia, 25 de diciembre de 1944 - 22 de abril de 1995, Los Ángeles, California)  fue un  pianista, organista y compositor estadounidense de jazz.

## Historial
Tras realizar varias giras en grupos de segundo nivel, se traslada a Nueva York, donde estudia con Muhal Richard Abrams, con quien también toca. a partir de 1964 comienza a grabar y tocar regularmente de forma profesional, liderando sus propios grupos y colaborando con muchos músicos de free jazz, tocando el piano, a la vez que simultanea sus experiencias de vanguardia con actuaciones más tradicionales, tocando el órgano, con músicos como Charles Williams, Nina Simone, Art Blakey o Charles Mingus (1973-1975). Tras una estancia en Europa a finales de la década de los 70, colaborará con Hammiet Bluiett, Joseph Jarman, Sam Rivers, George Adams (con quien colaboraría muy frecuentemente) y otros. A finales de los años 1990, integraría el grupo "African Brazilian Connection", con Carlos Ward, uno de cuyos álbumes, Ode To Life (1993), lograría situarse en el puesto #5 de las listas de jazz de Billboard. Grabaría su último disco, Sacred Common Ground, junto a los "Chief Cliff Singers", indios de la tribu Kootenai de Montana, solo unas semanas antes de su muerte, por linfoma

## Estilo
Fue un pianista muy original, al superponer la tradición del piano de jazz con los conceptos free-jazz, alternando pasajes muy libres con momentos líricos y románticos, sobre armonías convencionales. Mostraba claras influencias del blues y de la música de las Antillas. Su técnica ha sido filmada y estudiada por un gran número de pianistas.

## Discografía como líder
- In Concert at Yale University (SRP, 1966) con Milford Graves.
- Nommo (SRP, 1966) con Milford Graves.
- Solo Piano Album (Sackville, 1975).
- Jazz a Confronto 21 (Horo, 1975).
- Five to Go (Horo, 1975).
- Capricorn Rising (Black Saint, 1975) con Sam Rivers.
- Healing Force (Black Saint, 1976).
- Warriors (Black Saint, 1978) con Chico Freeman, Fred Hopkins y Bobby Battle.
- Tomorrow's Promises (Atlantic, 1977).
- Montreux Concert (Atlantic, 1977).
- Milano Strut (Black Saint, 1979) con Don Moye.
- The Magic Triangle (Black Saint, 1979) con Joseph Jarman y Don Moye.
- Don Pullen Plays Monk (Paddle Wheel, 1984).
- Evidence of Things Unseen (Black Saint, 1984).
- The Sixth Sense (Black Saint, 1985).
- New Beginnings (1989).
- Random Thoughts (Blue Note, 1990).
- Kele Mou Bana con African-Brazilian Connection (Blue Note, 1991).
- Ode to Life con African-Brazilian Connection (Blue Note, 1993).
- Live...Again: Live at Montreux con African-Brazilian Connection (Blue Note, 1993).
- Sacred Common Ground (1995).